# Оберојте
Оберојте (њем. Oberreute) општина је у њемачкој савезној држави Баварска. Једно је од 19 општинских средишта округа Линдау (Бодензе). Према процјени из 2010. у општини је живјело 1.670 становника. Посједује регионалну шифру (AGS) 9776121.

## Географски и демографски подаци
Оберојте се налази у савезној држави Баварска у округу Линдау (Бодензе). Општина се налази на надморској висини од 860–1041 метра. Површина општине износи 13,5 km². У самом мјесту је, према процјени из 2010. године, живјело 1.670 становника. Просјечна густина становништва износи 124 становника/km².

## Међународна сарадња
| Мјесто | Држава    | Врста сарадње | Од    |
| ------ | --------- | ------------- | ----- |
|        | Француска | пријатељство  | 1997. |
| Извор  |           |               |       |